# Gérard Santoro
Pour les articles homonymes, voir Santoro.
Gérard Santoro, né le 16 octobre 1961 à Bergerac (Dordogne), est un lutteur libre français.

## Palmarès
Il remporte la médaille de bronze des championnats d'Europe de lutte à Stuttgart en 1991 en catégorie des moins de 68 kg, la médaille de bronze des Jeux méditerranéens de 1983  à Casablanca en catégorie des moins de 62 kg et la médaille de bronze des Jeux méditerranéens de 1991 à Athènes  en catégorie des moins de 68 kg.
Il participe aux Jeux olympiques d'été de 1984 à Los Angeles (6ème), 1988 à Seoul et 1992 à Barcelone (9ème).
En 2017, à Plovdiv en Bulgarie, il remporte le titre de champion du monde de lutte libre en catégorie vétéran E 78 kg.
En 2017, à Glasgow (Ecosse), il remporte la médaille de Bronze au championnat d'Europe de Judo -73 kg Master M6
En 2018, à Skopje (Macédoine), il remporte à nouveau le titre de champion du Monde de Lutte Libre -78 kg Vétéran Cat E
En 2018 à Cancun (Mexique), il remporte la médaille de Bronze au championnat du Monde de Judo -73 kg Master M6 Lien web: http://www.jcfm.fr/